# José María García La Villa
García  La Villa est un nom espagnol. Le premier nom de famille, en général paternel, est García ; le second, en général maternel, souvent omis, est La Villa.
José María García La Villa, surnommé José María, né le 23 mai 1942 à Pola de Siero en Espagne, est un footballeur international espagnol qui occupe le poste d'attaquant. Il effectue sa carrière professionnelle dans deux clubs durant les années 1960 et 1970 : le Real Oviedo et RCD Español. Il est également après sa carrière entraîneur du club d'Oviedo.

## Biographie

### Carrière de joueur

#### En club
José María García La Villa commence le football à l'école dans sa ville natale des Asturies, Pola de Siero. Il ment sur son âge pour jouer en catégorie de jeunes à Lieres puis rejoint le Real Oviedo, club de la capitale de province, en 1957. Il fait ses débuts avec l'équipe d'Oviedo en première division sous la direction de Sabino Barinaga le 29 janvier 1961 contre le Club Atlético de Madrid au stadium Metropolitano. Le match se termine par une victoire 2-0 pour l'Atlético. Au cours de ses cinq saisons avec l'équipe asturienne, il dispute 108 matchs de première division au cours desquels il a marqué vingt-trois buts. Sa saison 1962-1963 est la plus prolifique avec Oviedo. Il inscrit neuf buts en championnat et contribue ainsi à la troisième place du classement qu'obtient le club asturien qui réalise ainsi une des meilleures saisons de son histoire. Toutefois, le club, en difficulté financières, est contraint de vendre deux de leurs joueurs majeurs, Paquito García et José María Sánchez Lage, au FC Valence avant même le dénouement de la saison. Le club asturien reçoit également une offre barcelonaise pour recruter José María, offre refusée par le club pour calmer un mécontentement grandissant de ses supporters. La trajectoire sportive du club est cependant désormais descendante.
À l'issue de la saison 1965-1966 marquée par la relégation du Real Oviedo en deuxième division, José María, convoité par plusieurs clubs dont le FC Barcelone, est transféré au RCD Español,. Le montant du transfert est estimé à 3,5 millions de pesetas, José María signant un premier contrat de trois ans. Il y joue finalement pendant onze saisons, toutes en première division sauf 1969-1970. Son premier match de championnat avec le club catalan se déroule le 12 septembre 1965 contre le Real Saragosse avec un résultat final de 1-1. Avec le club catalan, il dispute 343 matchs officiels (300 matchs de championnat, 33 matchs de Coupe et 10 matchs de Coupe UEFA), au cours desquels il marque cinquante-neuf buts (50 en championnat, 7 en Coupe et 2 en UEFA). Il forme avec Ré, Rodilla, Amas et Marcial un quintette passé dans l'histoire du club sous le surnom des « cinq dauphins ».
En tant que joueur de l'Español, il est décrit comme étant un joueur évoluant au poste d'ailier qui au fur et à mesure des ans a perdu en vitesse, ce qu'il compense en évoluant plus en retrait et en devenant un meneur de jeu du club catalan,. À Oviedo, il évolue également ponctuellement comme ailier droit. Il est à l'aise pour tirer les coups de pied arrêtés et est gaucher.

#### En sélection
La première sélection en équipe nationale de José María a lieu le 7 décembre 1966 lors de la réception à Valence de la république d'Irlande, un match qui se solde par une victoire espagnole 2-0, le premier but étant inscrit par José María, son unique en sélection. Sa dernière sélection avec la Roja se déroule le 22 octobre 1967 lors de la réception à Madrid de la Tchécoslovaquie. Cette rencontre est remportée par les Espagnols 2-1. Ses six sélections en équipe nationale se soldent par trois victoires, un match nul, deux défaites et un but inscrit.
Il dispute également un match avec l'équipe d'Espagne B le 15 novembre 1964 face au Portugal B pour une victoire espagnole 3-0, José María inscrivant les deux premiers buts à chaque fois sur penalty.

### Après-carrière
Une fois sa carrière de joueur terminée, José María retourne dans l'encadrement technique du Real Oviedo. Il devient adjoint du nouvel entraîneur du club Luis Diestro lorsque celui-ci est nommé en remplacement de Lalo le 15 janvier 1979 alors qu'Oviedo est en Segunda División B. Sous la direction du binôme, l'équipe asturienne remporte 14 de ses 18 matchs restants et accède en deuxième division en fin de saison. Passant ensuite son diplôme d'entraîneur, il effectue un deuxième passage sur le banc du club lors à partir de la 18e journée de la saison 1981-1982, remplaçant José Víctor. Toujours en deuxième division, le club obtient son maintien en fin de saison après avoir obtenu la seizième place. Il est également sur le banc d'Oviedo la saison suivante où le club se classe treizième. Ces résultats sont insuffisants pour la direction du club qui met fin à ses fonctions.
Quittant ensuite ce métier, José María succède à ses parents dans la direction d'un magasin de sport à Pola de Siero, une activité qu'il conserve jusqu'à sa retraite en 2007.

### Vie privée
José María se marie durant l'été 1969 avec Ana María Mori. Le couple a deux enfants, un garçon puis une fille.

## Statistiques
Le tableau ci-dessous résume les statistiques en match officiel de José María durant sa carrière de joueur professionnel,.
| Saison                | Club                  | Championnat           | Championnat | Championnat | Coupe(s) nationale(s) | Coupe(s) nationale(s) | Compétition(s) continentale(s) | Compétition(s) continentale(s) | Compétition(s) continentale(s) | Sélection | Sélection | Sélection | Total | Total |
| Saison                | Club                  | Division              | M.          | B.          | M.                    | B.                    | Comp.                          | M.                             | B.                             | Équipe    | M.        | B.        | M.    | B.    |
| 1960-1961             | Real Oviedo           | Primera División      | 1           | 0           | 2                     | 0                     | -                              | -                              | -                              | -         | -         | -         | 3     | 0     |
| 1961-1962             | Real Oviedo           | Primera División      | 21          | 4           | 5                     | 1                     | -                              | -                              | -                              | -         | -         | -         | 26    | 5     |
| 1962-1963             | Real Oviedo           | Primera División      | 28          | 9           | 2                     | 0                     | -                              | -                              | -                              | -         | -         | -         | 30    | 9     |
| 1963-1964             | Real Oviedo           | Primera División      | 30+2        | 5+1         | 3                     | 1                     | -                              | -                              | -                              | -         | -         | -         | 35    | 7     |
| 1964-1965             | Real Oviedo           | Primera División      | 28          | 5           | 2                     | 0                     | -                              | -                              | -                              | Espagne B | 1         | 2         | 31    | 7     |
| 1965-1966             | RCD Espanyol          | Primera División      | 25          | 3           | 4                     | 1                     | C3                             | 8                              | 2                              | -         | -         | -         | 37    | 6     |
| 1966-1967             | RCD Espanyol          | Primera División      | 29          | 12          | 2                     | 0                     | -                              | -                              | -                              | Espagne   | 4         | 1         | 35    | 13    |
| 1967-1968             | RCD Espanyol          | Primera División      | 30          | 11          | 3                     | 1                     | -                              | -                              | -                              | Espagne   | 2         | 0         | 35    | 12    |
| 1968-1969             | RCD Espanyol          | Primera División      | 26          | 4           | 2                     | 1                     | -                              | -                              | -                              | -         | -         | -         | 28    | 5     |
| 1969-1970             | RCD Espanyol          | Segunda División      | 31          | 4           | 1                     | 0                     | -                              | -                              | -                              | -         | -         | -         | 32    | 4     |
| 1970-1971             | RCD Espanyol          | Primera División      | 27          | 2           | 2                     | 0                     | -                              | -                              | -                              | -         | -         | -         | 29    | 2     |
| 1971-1972             | RCD Espanyol          | Primera División      | 33          | 4           | 8                     | 4                     | -                              | -                              | -                              | -         | -         | -         | 41    | 8     |
| 1972-1973             | RCD Espanyol          | Primera División      | 28          | 4           | 4                     | 0                     | -                              | -                              | -                              | -         | -         | -         | 32    | 4     |
| 1973-1974             | RCD Espanyol          | Primera División      | 30          | 2           | 4                     | 0                     | C3                             | 2                              | 0                              | -         | -         | -         | 36    | 2     |
| 1974-1975             | RCD Espanyol          | Primera División      | 31          | 2           | 3                     | 0                     | -                              | -                              | -                              | -         | -         | -         | 34    | 2     |
| 1975-1976             | RCD Espanyol          | Primera División      | 10          | 2           | -                     | -                     | -                              | -                              | -                              | -         | -         | -         | 10    | 2     |
| Total sur la carrière | Total sur la carrière | Total sur la carrière | 410         | 74          | 47                    | 9                     | -                              | 10                             | 2                              | -         | 7         | 3         | 474   | 88    |